# Paul Heiney
Paul Heiney (né Paul Wisniewski le 20 avril 1949 à Sheffield, dans le Yorkshire) est un reporter et animateur de télévision au Royaume-Uni.
Fils de Norbert Wisniewski et Evelyn Mardlin, il change son nom de famille en Heiney en 1971.